# Jaskinia Musza
Jaskinia Musza – jaskinia w kamieniołomie Kapelanka w Skałkach Twardowskiego w Dzielnicy VIII Dębniki w Krakowie. Pod względem geograficznym znajduje się w mezoregionie Pomost Krakowski, będącym częścią makroregionu Bramy Krakowskiej.

## Opis obiektu
Otwór jaskini znajduje się w zacięciu Szarej Ścianki na wysokości kilku metrów. Prowadzi przez niego droga wspinaczkowa Przez grotkę (V w skali krakowskiej).
Otwór ma wysokość 1,5 m. Ciągnie się za nim niski korytarz o długości 25 m i szerokości nieprzekraczającej 1 m. W kilku miejscach jest przewężony, występują także obniżenia stropu i zaciski. Na końcu staje się niemożliwy do dalszego przejścia, prawdopodobnie jednak ciągnie się aż do zalanego wodą wyrobiska drugiego kamieniołomu, obecnie jest to Zalew Zakrzówek.
Jest jaskinią krasową powstałą na pionowym pęknięciu ciosowym w warunkach freatycznych (poniżej zwierciadła wód podziemnych). Powstała w uławiconych wapieniach z jury późnej. Jej namulisko jest skąpe, składa się z gliny zmieszanej z wapiennym gruzem. Jest wilgotna i wyczuwalny jest przewiew powietrza. Światło dochodzi tylko na odległość kilku metrów od otworu. Wewnątrz obserwowano dużą liczbę pająków i komarów.

## Historia poznania i eksploracji
Jaskinia odsłonięta została podczas eksploatacji kamieniołomu. Prawdopodobnie była większa, ale jej część uległa zniszczeniu podczas eksploatacji. Na Szarej Ściance widoczna jest jeszcze pozostałość dalszego ciągu jej korytarza – wygładzona ścianka, na długości kilku metrów pokryta polewą naciekową. Jest odwiedzana od dawna. Opisał ją M. Czepiel w 1976 r., on też opracował jej plan.
Na końcu korytarza jaskini widoczne są ślady kopania.

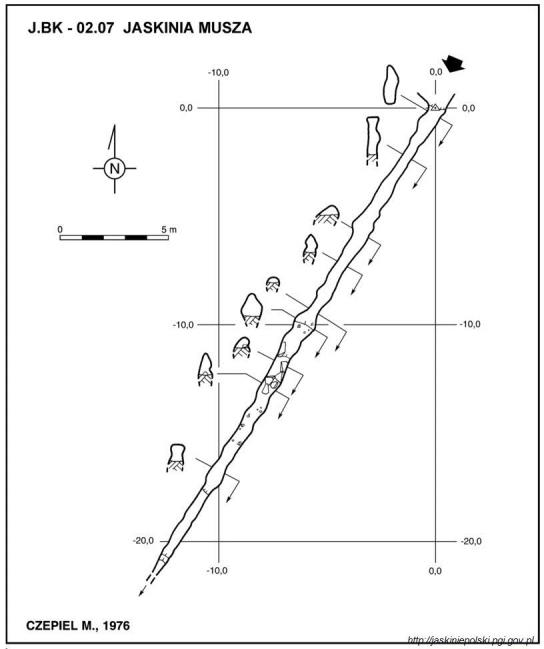
Plan